# Villa Além

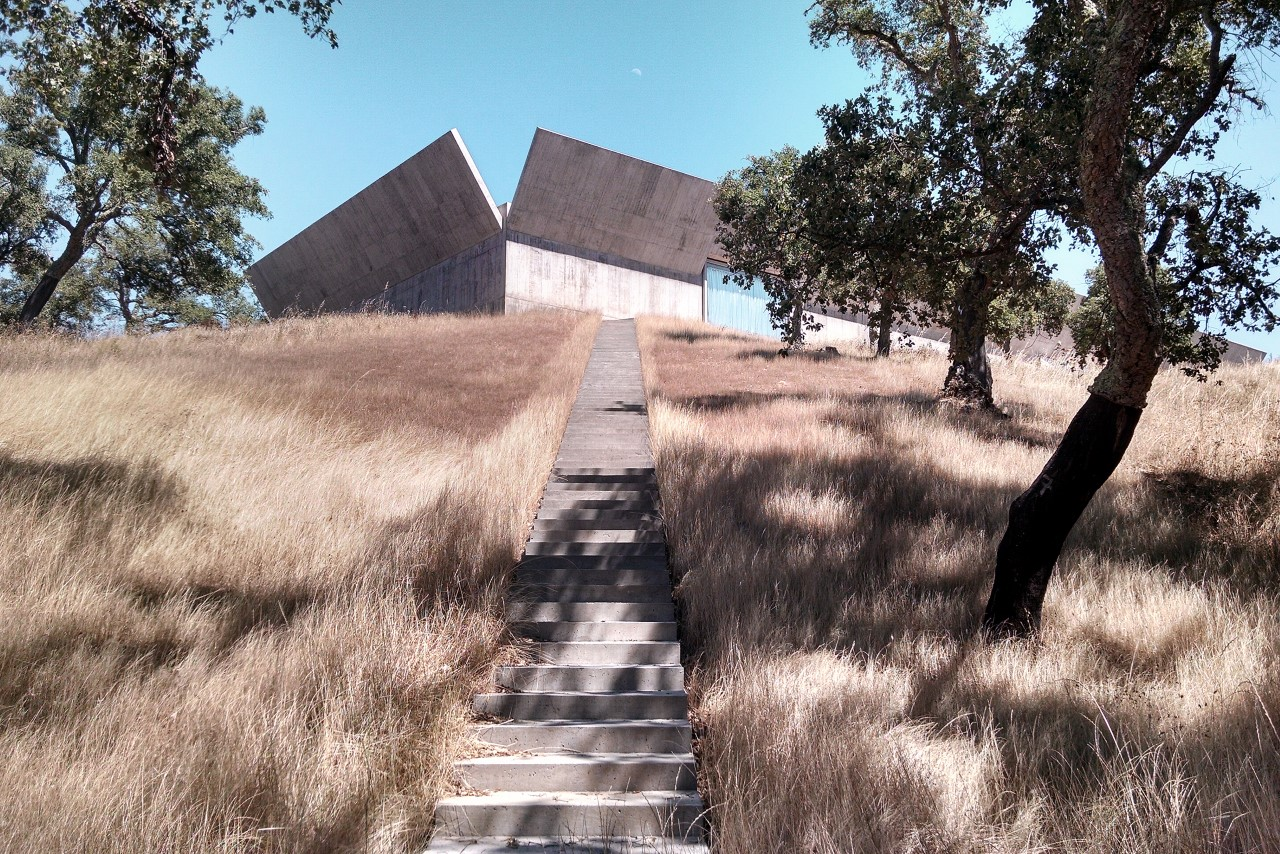
Aufgang

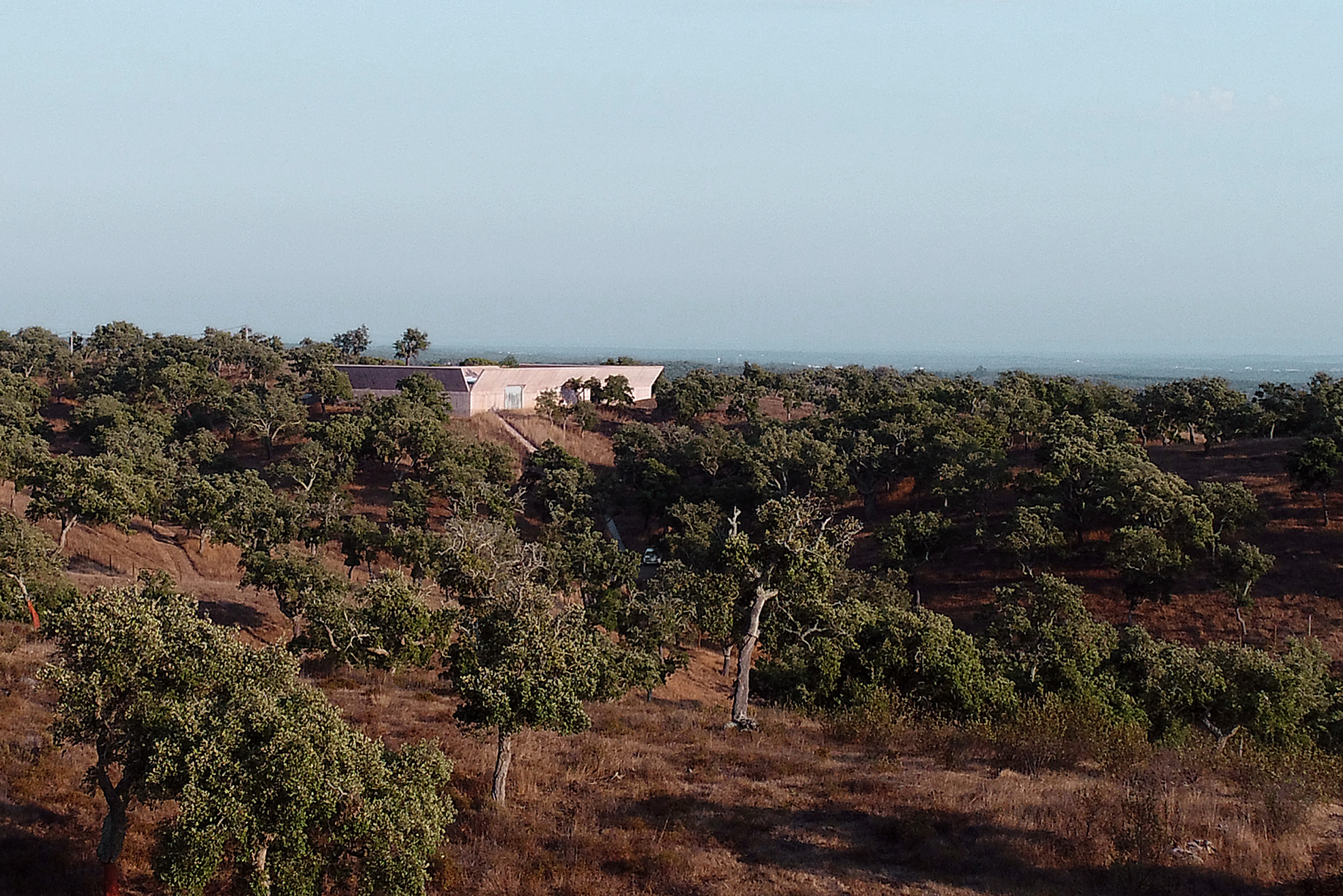
Portugiesische Landschaft

Die Villa Além ist das Sommerhaus von Tamara und Valerio Olgiati im Alentejo. Die Villa befindet sich auf einer Anhöhe der portugiesischen Gemeinde São Francisco da Serra. Das 2014 errichtete Sichtbeton-Haus erinnert von außen an einen Tempel. Die hohen Betonwände schützen gegen Stürme, die vom Atlantik kommen. Der Garten mit seinen regionalen Pflanzen wurde vom Berner Landschaftsarchitekten Maurus Schifferli entworfen. Wohnzimmer und Küche öffnen sich zum Paradiesgarten, das Arbeitszimmer erhält eine Öffnung in die Landschaft und die Schlafzimmer werden über Patios belichtet. Verbunden werden diese Räume über einen sakral anmutenden Flur mit gezielten Einsatz von Tageslicht. Das Wohnzimmer mit Blick auf das längliche Wasserbecken definiert die Mittelachse des Gebäudes und verbindet das umliegende Tal visuell mit dem Wohnzimmer. Mitarbeiter von Olgiati waren Patricia da Silva (Projektleiterin), Daisuke Kokufuda und Liviu Vasiu. Fotografiert von Valerio Olgiati und dem schwedischen Architekturfotografen Mikael Olsson. Eine großformatige Fotografie mit einem bündnerischen Landschaftsmotiv von Javier Miguel Verme befindet sich in einem der Räume der Villa. Veröffentlicht unter anderem auch im Time magazine. Der Kurzfilm The Construction of Villa Além wurde 2018 auf der Architekturbiennale Venedig ausgestellt.

## Bücher
- Valerio Olgiati. Villa Além. Simonett & Baer, Basel 2015, Gestaltung: Dino Simonett, Bruno Margreth[8]